# Selita Ebanks
Selita Ebanks (George Town, 15 febbraio 1983) è una supermodella britannica, originaria delle Isole Cayman.

## Carriera
Cresciuta a Staten Island (New York City), è stata scoperta all'età di 17 anni al Six Flags Great Adventure nel New Jersey da Women Model Management.
Ha debuttato assieme alla collega e promettente modella Izabel Goulart al Victoria's Secret Fashion Show ed è stata dal 2005 al 2008 una Victoria's Secret Angels. Nel 2007 partecipa alla sfilata indossando l'holiday fantasy bra, un completo intimo realizzato da Mouawad con 320 ore di lavoro, composto da 9000 pietre preziose tra cui diamanti, smeraldi, rubini e zaffiri gialli. Il completo oltre al reggiseno e agli slip comprende anche un fermaglio, un bracciale ed una giarrettiera realizzate con le stesse pietre preziose per un valore di 4.5 milioni di dollari. Nel 2007, insieme agli altri angeli, riceve una stella sulla Hollywood Walk of Fame di Los Angeles.
Ha lavorato anche per Ralph Lauren, Levi's, Abercrombie & Fitch, Tommy Hilfiger e Clinique.
Selita ammira molto la supermodella Tyra Banks che, concludendo la sua carriera, le ha simbolicamente passato le sue ali di Victoria's Secret durante l'edizione del Tyra Banks Show nel novembre 2005.
Ha interpretato il ruolo della Fenice (Phoenix) nel cortometraggio Runaway di Kanye West.

## Filmografia parziale

### Cinema
- About Last Night, regia di Steve Pink (2014)

### Televisione
- South Beach - serie TV, 3 episodi (2006)
- How I Met Your Mother – serie TV, episodio 3x10 (2007)
- Hawaii Five-0 – serie TV, un episodio (2011)

## Agenzie
- Elite – Amsterdam
- Traffic Models – Barcellona
- Two Management – Copenaghen, Los Angeles, Barcellona